# Болгарене (Ловечская область)
Болгарене (болг. Българене) — село в Болгарии. Находится в Ловечской области, входит в общину Ловеч. Население составляет 204 человека.

## Политическая ситуация
Кмет (мэр) общины Ловеч — Минчо Стойков Казанджиев (Болгарская социалистическая партия (БСП)) по результатам выборов.